# Societat Catalana d’Arqueologia
Societat Catalana d'Arqueologia (SCA) és una entitat constituïda el 1983 amb la finalitat de difondre l'arqueologia i la protecció del patrimoni.
L'SCA, com a associació professional, s'encarrega de vetllar per l'activitat dels arqueòlegs en l'àmbit català, amb la intenció de reforçar la consciència de col·lectiu, esdevenir grup d'opinió, i fer la funció de col·legi professional, amb prestacions per als associats. Organitza seminaris, cursos, conferències, itineraris i tallers i ofereix, per als seus associats, un butlletí mensual, dossiers i assessorament. Disposa també d'una biblioteca.